# Чжуннаньхай

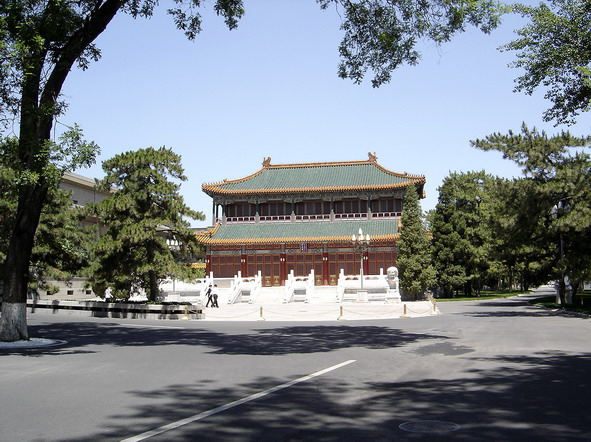
Зал Пурпурного світла, що використовується для державних прийомів

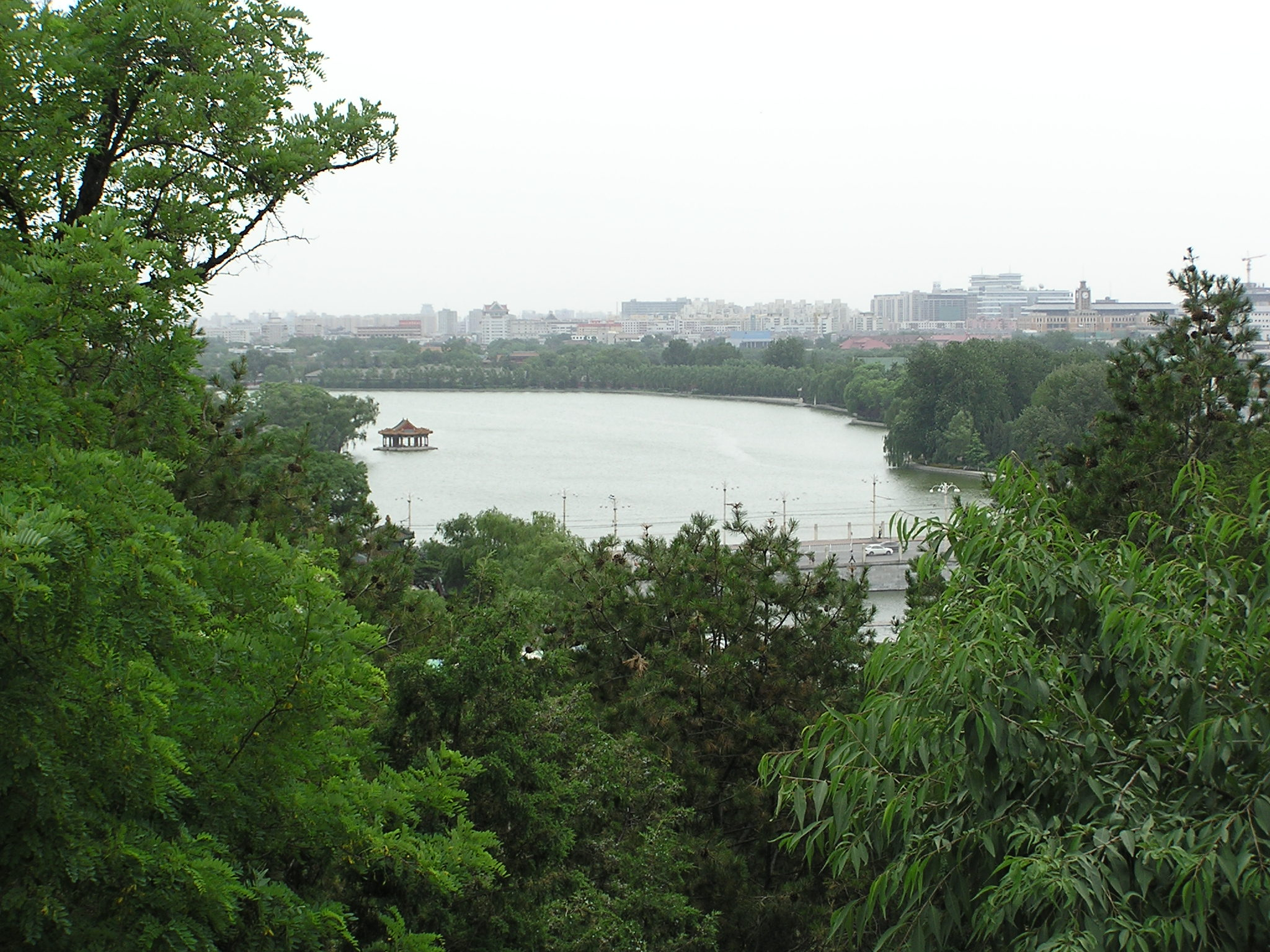

План Чжуннаньхая

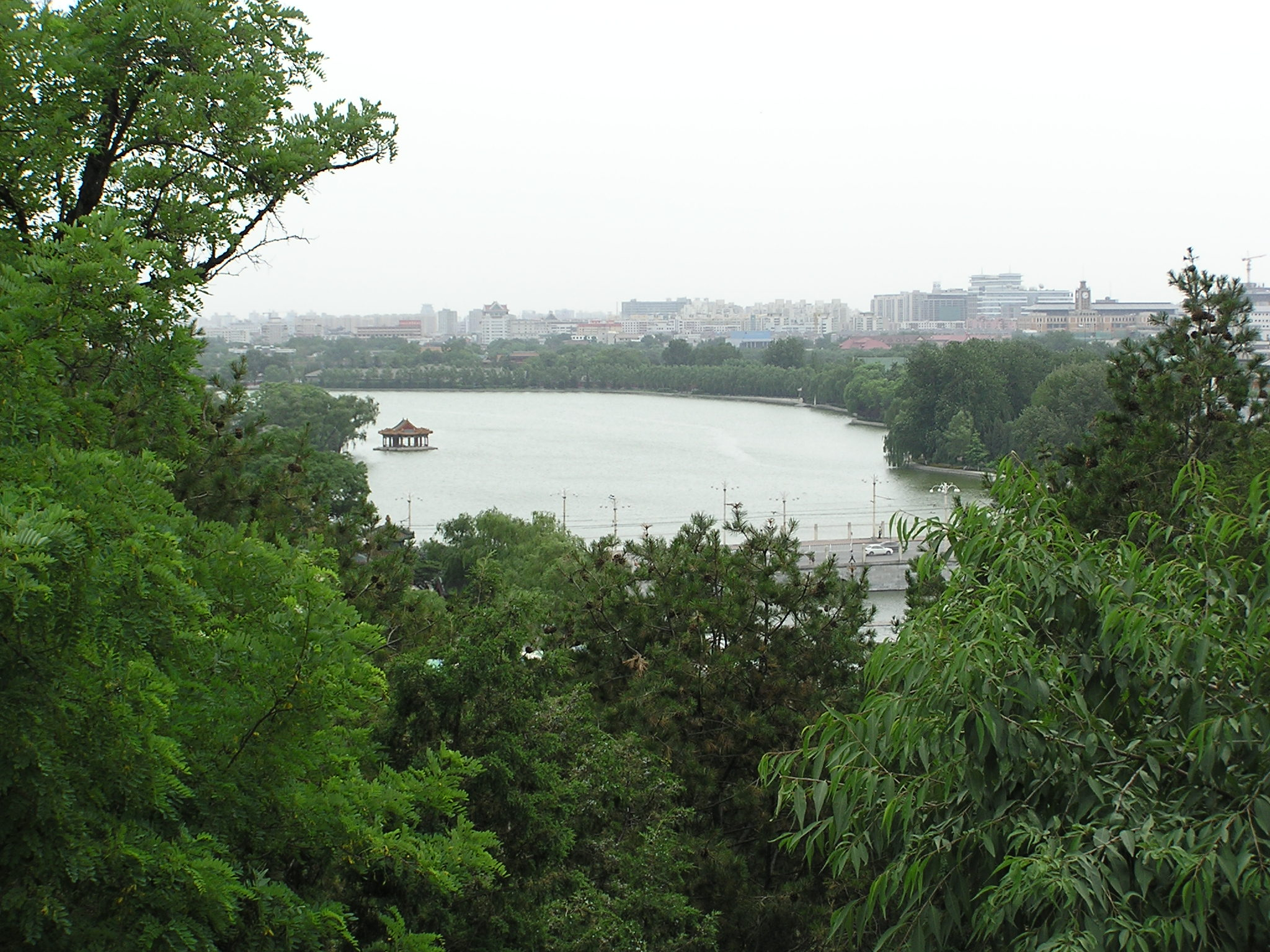

Чжуннаньхай (кит.: 中南海 — «море центру та півдня») — рукотворне озеро (став) у центральній частині столиці КНР місті Пекіні.

## Опис
Став Чжуннаньхай розташований безпосередньо на захід від Забороненого міста й займає приблизно таку ж площу. Озеро складається з поєднаних протокою південного озера (Наньхай) та центрального озера (Чжунхай). На північ від Забороненого міста лежить Північне озеро (Бейхай), довкола якого розкинувся парк Бейхай. 
Квартал уздовж озера Чжуннаньхай називають «новим забороненим містом», оскільки по берегах озера розташовані  резиденції вищих органів управління КНР. У китайських ЗМІ термін «Чжуннаньхай» доволі часто вживається для позначення вищого керівництва КНР (аналогічно до того як «Білий дім» означає вищу владу США). 25 квітня 1999 року біля урядової резиденції Чжуннаньхай відбувся мирний стихійний мітинг близько 10 тисяч послідовників Фалуньгун із вимогою припинити тиск на прибічників руху. 
Одна з яскравих пам'яток цього озерного району Пекіна — так зване «Яйце», — надсучасний Пекінський оперний театр (Національний центр виконавських мистецтв).